# Ribera Baja
Ribera Baja (in castigliano) o Erriberabeitia (in basco), è un comune spagnolo  situato nella comunità autonoma dei Paesi Baschi.